# Sundeved Kommune
| Basisdaten | Basisdaten       |
| ---------- | ---------------- |
| Lage (rot) |                  |
| Fläche     | 69,34 km² (2005) |
| Einwohner  | 5.298 (2005)     |

Sundeved Kommune (deutsch Kommune Sundewitt) war eine Kommune im Sønderjyllands Amt im südlichen Dänemark (Nordschleswig). Sie existierte von 1968 bis 2007.
Die Sundeved Kommune nahm 1968, schon zwei Jahre vor der großen Kommunalreform in Dänemark, ihre Arbeit auf, als sich die Kirchspielsgemeinden (dän.: Sogne) Nybøl Sogn, Sottrup Sogn und Ullerup Sogn zusammenschlossen. Mit „Sundeved“ nahm die Kommune den historischen Namen der Landschaft zwischen Apenrader Förde, Alsensund und Flensburger Förde an, obwohl sie nur einen Teil derselben umfasst. 2007 ging sie gemeinsam mit den Kommunen Gråsten, Broager, Sønderborg, Sydals, Augustenborg und Nordborg in der Großkommune Sønderborg mit über 70.000 Einwohnern auf.